# Онега (малый противолодочный корабль)
«Онега» (МПК-7) — малый противолодочный корабль проекта 1124М.

## История службы
Корабль заложен на судостроительном заводе в Зеленодольске в 1990 году, спущен на воду и вошёл в состав флота в 1991 году.
Входит в состав Северного флота. В 2003 году корабль базировался в Гремихе.
На 2010 год находился в составе 43 ОДНК ОВР (г. Северодвинск).
Участвовал в параде на день ВМФ в порту Архангельск в 2019 и 2020 годах.

## Бортовые номера[1]
- № 122 (1993)
- № 164 (с 1998)